# Corynosoma septentrionalis
Corynosoma septentrionalis är en hakmaskart som beskrevs av Treshchev 1966. Corynosoma septentrionalis ingår i släktet Corynosoma och familjen Polymorphidae. Inga underarter finns listade i Catalogue of Life.